# Villy-le-Maréchal
Villy-le-Maréchal ist eine französische Gemeinde mit 192 Einwohnern (Stand 1. Januar 2022) im Département Aube in der Region Grand Est (vor 2016 Champagne-Ardenne). Sie gehört zum Arrondissement Troyes und zum Kanton Les Riceys. Die Einwohner nennen sich Villats/Villates.

## Geografie
Die Gemeinde liegt etwa 13 Kilometer südlich von Troyes im Süden des Départements Aube. Das Flüsschen Mogne verläuft an der südöstlichen Gemeindegrenze. Nachbargemeinden sind Villemereuil im Norden und Osten, Villy-le-Bois im Südosten, Saint-Jean-de-Bonneval im Südwesten und Westen sowie Roncenay im Nordwesten.

## Geschichte
Der Ort wurde 1180 unter dem lateinischen Namen  Villiacum erstmals in einem Dokument der Abtei Notre-Dame-aux-Nonnains erwähnt. Eine erste französische Form tauchte als Villy in einem Dokument von 1223 auf. Villy-le-Maréchal war Teil der Vogtei (Bailliage) Troyes. Bis zur Französischen Revolution lag die Gemeinde in der Provinz Champagne. Von 1793 bis 1801 war Villy-le-Maréchal dem Distrikt Ervy und dem Kanton Saint Jean de Bonneval zugeteilt. Von 1801 bis 2015 lag die Gemeinde im Kanton Bouilly und ist seither Teil des Kantons Les Riceys. Seit 1801 gehört Villy-le-Maréchal zum Arrondissement Troyes.

## Bevölkerungsentwicklung
| Jahr                       | 1962 | 1968 | 1975 | 1982 | 1990 | 1999 | 2007 | 2019 |
| Einwohner                  | 108  | 111  | 123  | 140  | 135  | 132  | 142  | 186  |
| Quellen: Cassini und INSEE |      |      |      |      |      |      |      |      |

## Verkehr
Villy-le-Maréchal liegt unweit von bedeutenden überregionalen Verkehrswegen. Bis 1996 befand sich in der Nachbargemeinde Roncenay ein Bahnhof der Bahnstrecke Saint-Julien–Saint-Florentin-Vergigny. Wenige Kilometer nördlich führt die E54 vorbei. Der nächstgelegene Anschluss ist in Saint-Thibault. Für den regionalen Verkehr sind die D109 und D123 wichtig, die durch das Dorf führen.

## Sehenswürdigkeiten
- Kirche Nativité-de-Notre-Dame aus dem 16. Jahrhundert, Monument historique[1]
- zwei Wegkreuze im Dorf und an der D109 in Richtung Roncenay
- Denkmal für die Gefallenen[2]